# Fernando Riera
Fernando José Riera Bauzá (Santiago, 27 de junio de 1920-Santiago, 23 de septiembre de 2010) fue un futbolista y entrenador chileno.
Jugó como delantero en clubes de Chile y Francia, así como por la selección chilena, con la cual participó en la Copa Mundial de 1950. Ganó con la Universidad Católica la Primera División de Chile en 1949. Según la mayoría de los especialistas internacionales, ha sido el «mejor técnico chileno de fútbol en la historia», ya que obtuvo el tercer lugar en la Copa Mundial de 1962 —el «principal logro del fútbol chileno»—, la Primeira Liga de Portugal con el Benfica en 1963 y 1967, y fue finalista de la Copa de Europa en 1963; así como el «mejor técnico en la historia de la selección chilena» porque realizó su mayor reforma (Plan Riera) y subió al podio mundial. Dirigió la primera selección resto del mundo en la historia, por la celebración del centenario del fútbol en 1963.

## Biografía
Era hijo de Melchor Riera y de Juana Bauzá. Fue el menor de dos hermanos, Melchor y Jaime. Estuvo casado con Eugenia Oportot Vergara con quien tuvo al menos una hija, María Eugenia Riera Oportot.
Realizó sus estudios en el Colegio San Ignacio y en el Liceo Manuel Barros Borgoño en la ciudad de Santiago. Fue representante de la Compañía Maderera Fénix y socio de la firma Livingstone, Riera y Echenique, que giró en el ramo de transportes.

## Trayectoria

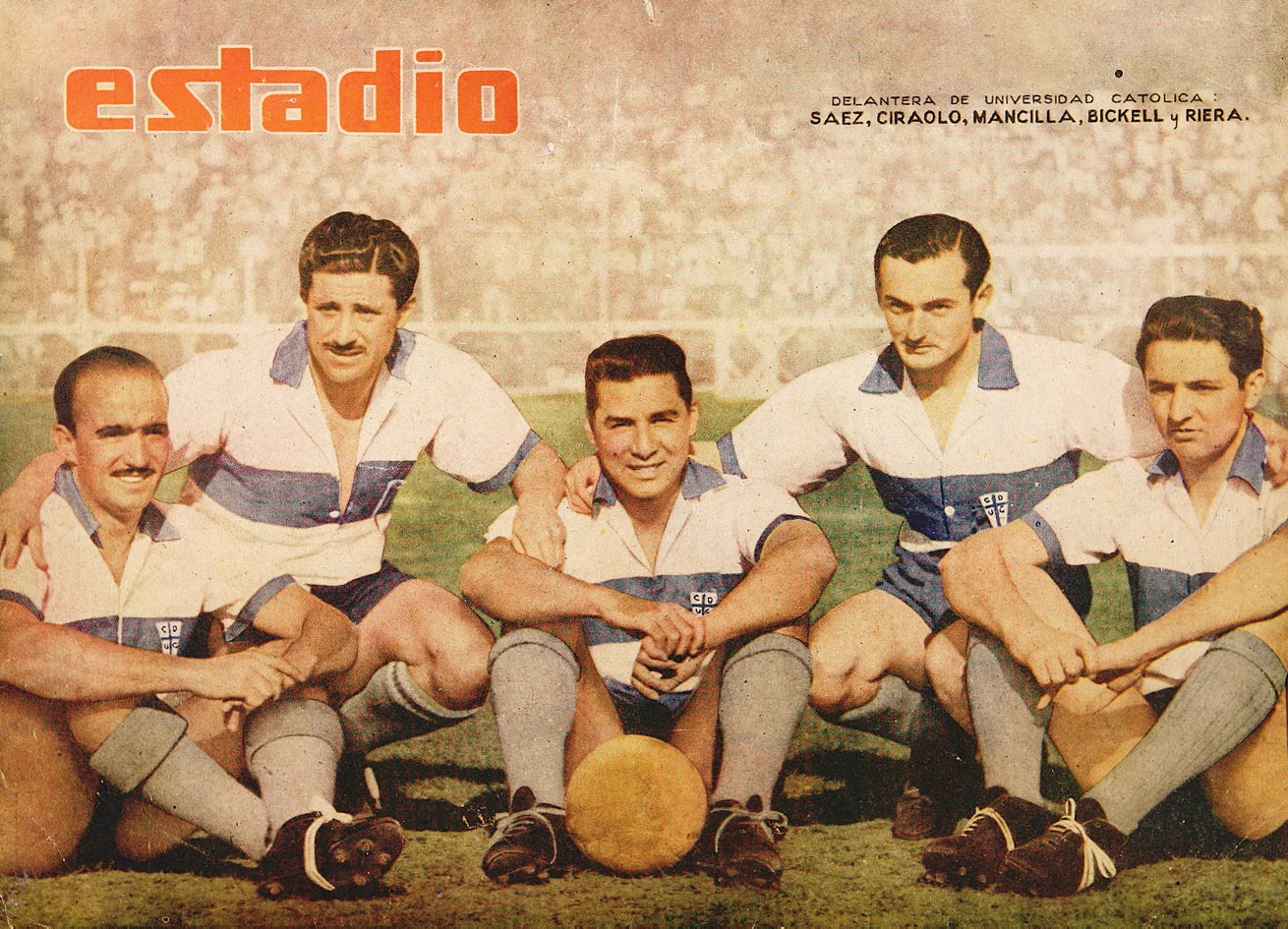
Riera (primero a la derecha) como jugador de la Universidad Católica (1944).

### Como futbolista
Se inició como jugador en Unión Española en 1933. A los 15 años fue ascendido a la División de Honor. Luego, en 1939 pasó a Universidad Católica, donde fue capitán del equipo y en el que alcanzó el título de Primera División del año 1949, además del reducido de consuelo del Apertura, y tuvo una triunfal participación en el Torneo Internacional de Pascua en 1950, habiendo sido dirigido por Alberto Buccicardi en ambas temporadas. Fue contratado por el Stade de Reims de Francia, en el que actuó en noviembre de 1950 a julio de 1951, para después pasar al FC Rouen hasta agosto de 1952, en que volvió a Chile. En 1953 fue contratado por Deportivo Vasco de Venezuela, para luego regresar al FC Rouen, en el que permaneció hasta 1954, año de su retiro como futbolista profesional.
En una entrevista hecha por Luis Urrutia, cuando le pregunta sobre sus características como jugador, él mismo declara:

Tenía buena técnica, excelente para ese tiempo, porque jugaba mucho a dominar una pelota de tenis rebotándola contra la madera, la muralla. Usaba las dos piernas y muy valiente no era para entrar... Por consejo de Melchor que me dijo “siempre tendrás el puesto”, jugué de wing izquierdo. Llevaba el “11″ en la espalda y era diestro, pero mucha gente creía que era zurdo. Contando los partidos internacionales, debo haber convertido 11 o 12 goles olímpicos, pero el que más recuerdo es uno al “Pulpo” Simián, en un clásico universitario... La mayoría los convertí desde la izquierda con la pierna derecha, pero también anoté desde la derecha pateando con la izquierda. Buscaba la comba, en esos años no se conocía la palabra “chanfle”... Llegado el momento, la gente hacía callar y se producía un gran silencio en el estadio cuando yo iba a tirar un corner. Fue tanta la presión que decidí dejar de patear los tiros de esquina.»

### Como entrenador
En 1954 obtuvo el título de entrenador en Francia y se estrenó en Portugal, donde dirigió al club Os Belenenses. En 1957 asumió en la selección chilena y pidió la construcción del Complejo Deportivo Juan Pinto Durán, inaugurado en 1961 como su centro de entrenamiento.

No se trata solo de entrenar un equipo a cinco años plazo. Se me ha contratado para hacer muchas cosas, muy interesantes, al estilo europeo. Preparar no solo un contingente internacional, sino crear un clima, reestructurar unos cimientos, hacer penetrar un estilo que se avenga con las características del jugador nuestro. No vamos a trabajar solamente un determinado número de jugadores y yo. Tengo la pretensión de interesar en esta amplia labor a todos los resortes que forman el engranaje de la máquina futbolística del país; provocar un acuerdo, una conciencia colectiva uniforme. Que haya mucha gente que piense igual y que esté dispuesta a trabajar por el fútbol chileno y porque éste salga bien de su gran responsabilidad.
Fernando Riera.

En 1962 la dirigió en la Copa Mundial disputada en Chile y su ayudante fue Luis Álamos. En el torneo el equipo obtuvo el tercer lugar, su mejor participación absoluta y con un 66,7 % de rendimiento. Luego del Mundial fue contratado por el club Benfica de Portugal en el cual disputó la Copa Intercontinental después de haber sido campeón de la Copa de Europa 1962 en donde pierde contra el Santos de Pelé. En 1963 el equipo ganó el torneo local y fue subcampeón de la Copa de Europa, ante el club Milan, que contaba con jugadores como Cesare Maldini, Giovanni Trapattoni y Gianni Rivera.
El 24 de octubre de 1963 dirigió la primera selección resto del mundo de la historia, por la celebración de los 100 años del fútbol. El partido fue jugado en el Estadio de Wembley ante la selección inglesa, próxima campeona del mundo, la cual ganó por 2-1. Por la internacional jugaron Alfredo Di Stéfano, Djalma Santos, Eusébio da Silva, Karl-Heinz Schnellinger, Lev Yashin, Luis Eyzaguirre, Paco Gento, Raymond Kopa, entre otros.
Continuó en los clubes Boca Juniors de Argentina, Nacional de Uruguay, Monterrey de México, Universidad Católica, Universidad de Chile, Club Deportivo Palestino, Everton, Deportivo La Coruña de España, entre otros.
Dirigió a Monterrey en tres periodos. En su primera etapa, en 1975, pudo volver a contar con Eusebio, a quien ya había dirigido en el Benfica.
En su penúltimo paso por Universidad de Chile tuvo destacadas campañas, disputando el título sus 4 años al mando de la institución y participado en Copa Libertadores. Sin embargo fue despedido, en una reunión celebrada en el Palacio de La Moneda el 28 de abril de 1982, para instalar en su cargo a Luis Santibañez. Posteriormente marcharía al Monterrey, en su segunda época, volviendo a Chile en 1986 para retornar al mando del banco azul.  

#### Estilo de juego[12]

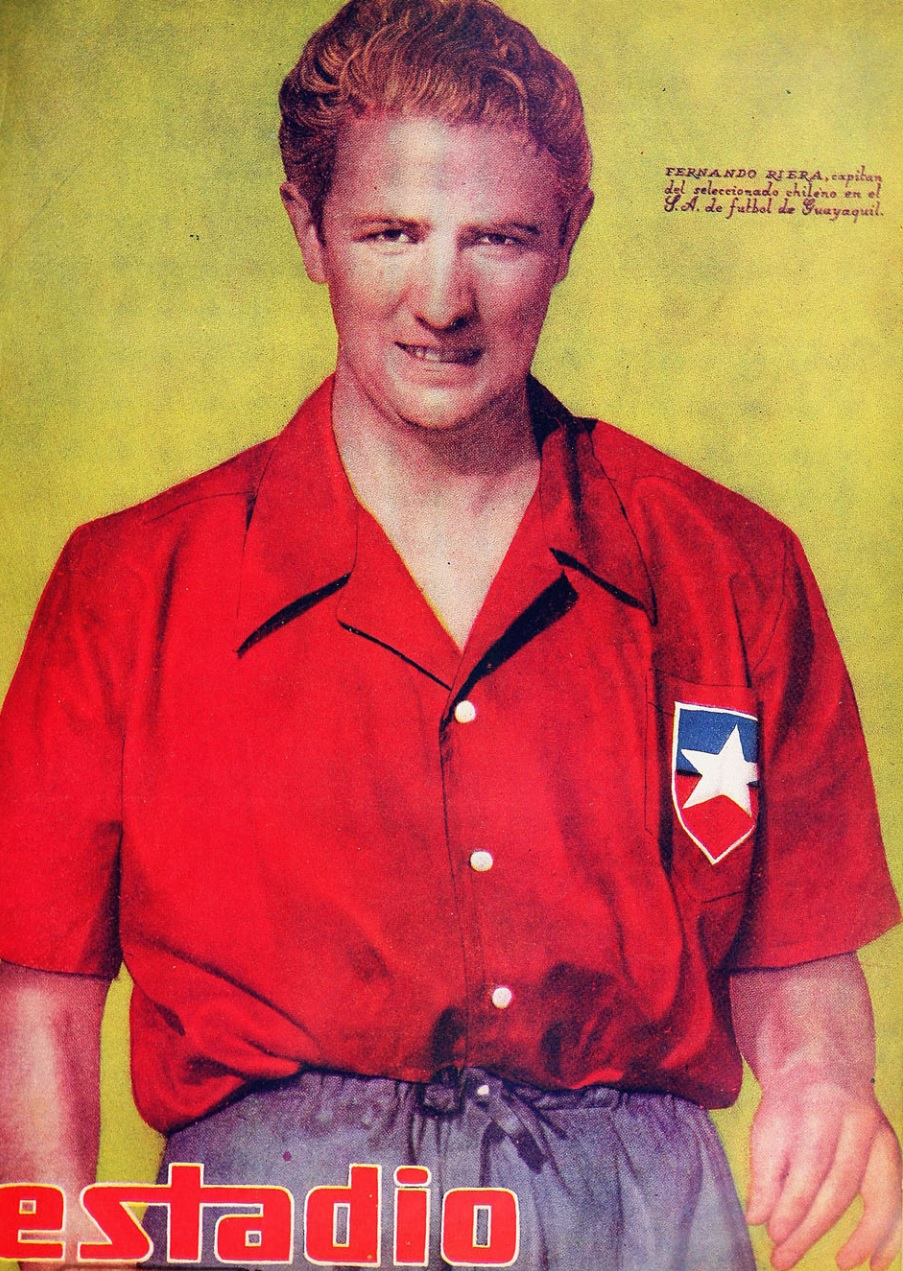
Riera como seleccionado chileno en 1948.

Jamás dejó la línea de cuatro y nunca usó un solo delantero. Jugaba sin trampa ni patadas. Concentraba tres días al plantel y cortaba a los juergueros. Prohibía dirigentes en el camarín y en la cancha."El gran legado de Fernando Riera es cómo enfocaba la formación y la actividad con sentido profesional, de responsabilidad y dignidad. Los procedimientos para lograr objetivos. Jugar sin trampa, a ganar con buenas armas, respetar al rival, el sentido colectivo, el equipo. La defensa a brazo partido de los jugadores y entrenadores, de la actividad y del fútbol".
El párrafo es de Arturo Salah -uno de los discípulos más adelantados del "Tata"- y su corolario es simple: "Él protegía esta profesión. Era el respeto por el fútbol y la actividad. Su gran guerra fue contra las estructuras, por las mejores condiciones de trabajo".
Jorge Sullivan, ex dirigido por Riera en la UC, da cuenta de otros detalles. "Fue un innovador. En el equipo algunos eran taxistas o bancarios y él lo prohibió. Llegó de Benfica y exigió que nos dedicáramos sólo al fútbol. Incluso fijó las rentas. Así esto empezó a ser profesional. Antes era todo medio amateur", señala.
Sullivan e Ignacio Prieto -otros de sus exjugadores- coinciden en otro aspecto clave: su mano dura. "No aceptaba la indisciplina. Las concentraciones eran de tres días, porque algunos se portaban pésimo. A la primera indisciplina, para fuera. A varios los largó rapidito", apunta el hoy dirigente de la UC. Y agrega que "me tocó concentrar en Pascua y en Año Nuevo. A lo más, las 12 con la familia y a los 15 minutos había que partir", añade Prieto. "Y no le gustaba que los jugadores se casaran en meses de competencia. Había que avisarle cuando uno se iba a casar".
El estilo era otra cosa. Prieto gráfica. "Usaba el 4-2-4, que se transformaba en 4-3-3. Siempre con línea de cuatro atrás, nunca línea de tres, por los espacios. Jamás un solo delantero y menos un lateral-volante", dice.
Sullivan complementa. "Su estilo no estaba cerca de los roces, de los golpes. Con él nació el toque de la UC. Antes de que tomara el equipo era más de marca. A él le gustaba el fútbol bonito", aclara.
"A la pelota hay que hacerle cariño, no hay que maltratarla, decía", recuerda Prieto. "Una vez jugábamos contra Pelé y nos dijo: hay que marcarlo, pero no hay que patearlo. Las patadas no existían, sólo existía el buen fútbol", redondea Prieto.
Riera abordaba todo. "No había PF y él hacía los ejercicios", anota Sullivan. "Era un pedagogo, siempre dejaba enseñanza", apunta Salah. "Todos los miércoles nos obligaba a ir a la Escuela de Fútbol a traspasar conocimientos a los chicos", ejemplifica el DT de la UC campeona de 1984 y 1987.
Otro dato, tenía pocos jugadores extranjeros.

#### Legado[13]

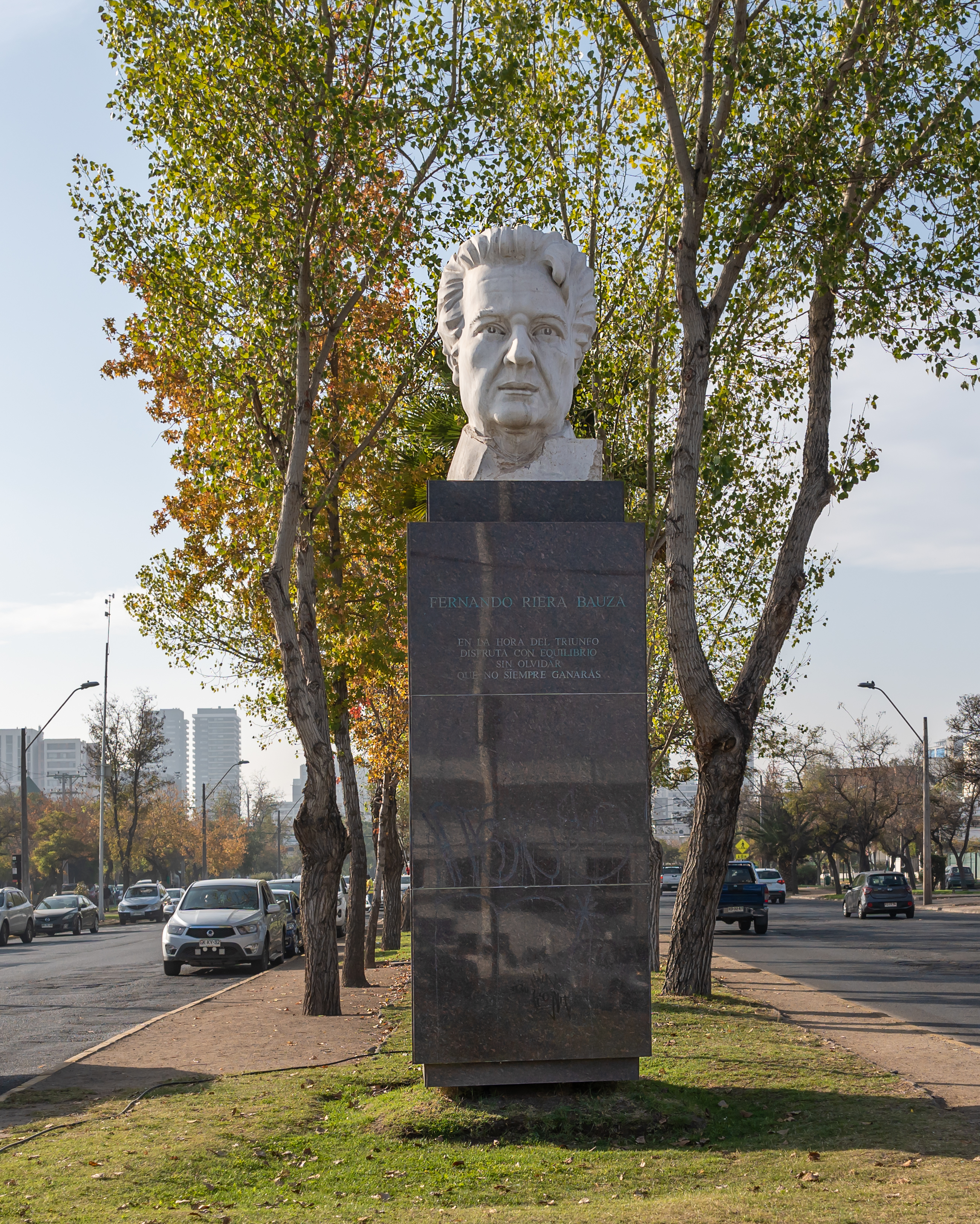
Monumento a Fernando Riera en Ñuñoa.

Sus discípulos más destacados son Arturo Salah y Manuel Pellegrini. Con énfasis en la práctica de juego en la cancha en desmedro de la pizarra, su capital es la planificación de su equipo, sin la obsesión de otros técnicos por el rival. En determinados momentos ambos cayeron en el estilo que más críticas le costaron a Riera: la exacerbada posesión de la pelota (“si la tenemos nosotros, no la tienen ellos”), la razón de existir era no arriesgarla, de ese modo se abusaba del traslado, el toque lateral y hacia atrás. El fútbol de Riera, denominado “fulbito” o “baby fútbol”, con exceso de pases cortos y jugadores hábiles de pequeña estatura que evitaban el juego aéreo, le costó el despido de Universidad Católica, que contrató a un entrenador de las antípodas, el argentino José "Gallego" Pérez, campeón con Santiago Wanderers en 1958 y 1968, con un estilo explosivo, con pelotazos, con futbolistas de gran físico que fueron denominados “Panzers” porque arrasaban en la búsqueda del cabezazo.
A su doctrina futbolística Salah y Pellegrini unían su calidad de profesionales universitarios y primaba en ellos el raciocinio por sobre el temperamento. Salvo, naturalmente, las excepciones. En un clásico Colo Colo-Universidad de Chile de 1993, el árbitro Iván Guerrero hizo sonar débilmente el pitazo que ponía término al partido y puso más atención en ir a saludar al guardalíneas que corría frente a la tribuna Andes del Estadio Nacional, que de percatarse de que el azul Mariano Puyol proseguía con el balón y armaba una jugada de verdadero peligro. En ese instante Salah protagonizó una espectacular carrera de velocista y llegó hasta Guerrero para recriminarlo, justo cuando Colo-Colo se salvaba por poco de una caída de su valla. Otro antecedente del ardor de Salah está en sus difíciles comienzos en los albos y existe una fotografía donde es sacado del
campo mientras forcejea con carabineros.
A su vez Manuel Pellegrini, su procesión va por dentro, desnudó su pasión cuando se le invitó para que fuera a la televisión después de un partido importante. “Si ganamos, voy, si empatamos, no sé, si perdemos, no voy”.
Otros Directores técnicos que seguidores de la escuela de Riera en el fútbol Chileno fueron Ignacio Prieto, Fernando Díaz, Fernando Carvallo, Jorge Pellicer, Luis Marcoleta, Nelson Cossio.

## Selección nacional
En la selección de Chile, Riera participó en tres Campeonatos Sudamericanos: Montevideo 1942, donde Chile obtuvo el sexto lugar; Guayaquil 1947, aportando con 2 dianas para el cuarto lugar de Chile; Belo Horizonte 1949, ocupando el quinto lugar y consiguiendo una anotación. Fue capitán del conjunto nacional en los dos últimos certámenes. Estuvo presente en el Mundial de Brasil de 1950, oportunidad en la cual Chile llegó a primera ronda tras ocupar el tercer lugar en la fase de grupos, gracias al único triunfo obtenido: un 5-2 sobre Estados Unidos, con un gol del Tata que a la postre sería su único gol en la cita mundialista.

### Participaciones en Copas del Mundo
| Mundial                        | Sede   | Resultado     | PJ | Goles |
| ------------------------------ | ------ | ------------- | -- | ----- |
| Copa Mundial de Fútbol de 1950 | Brasil | Primera Ronda | 1  | 1     |

### Participaciones en Copa América
| Torneo                       | Sede    | Resultado | PJ | Goles |
| ---------------------------- | ------- | --------- | -- | ----- |
| Campeonato Sudamericano 1942 | Uruguay | 6°        | 4  | 0     |
| Campeonato Sudamericano 1947 | Ecuador | 4°        | 6  | 2     |
| Campeonato Sudamericano 1949 | Brasil  | 5°        | 6  | 1     |

## Clubes

### Como futbolista
| Club                 | País      | Año       |
| -------------------- | --------- | --------- |
| Unión Española       | Chile     | 1937-1939 |
| Universidad Católica | Chile     | 1939-1950 |
| Stade de Reims       | Francia   | 1950-1951 |
| FC Rouen             | Francia   | 1952      |
| Deportivo Vasco      | Venezuela | 1953      |
| FC Rouen             | Francia   | 1953-1954 |

### Como entrenador
| Club                         | País      | Año       |
| ---------------------------- | --------- | --------- |
| Os Belenenses                | Portugal  | 1954-1957 |
| Selección de fútbol de Chile | Chile     | 1957-1962 |
| Benfica                      | Portugal  | 1962-1963 |
| Selección resto del mundo    | [ 17 ]    | 1963      |
| Universidad Católica         | Chile     | 1963-1965 |
| Nacional                     | Uruguay   | 1966      |
| Benfica                      | Portugal  | 1966-1967 |
| Universidad Católica         | Chile     | 1968      |
| Espanyol                     | España    | 1969-1970 |
| Boca Juniors                 | Argentina | 1971-1972 |
| Oporto                       | Portugal  | 1972-1973 |
| Deportivo de La Coruña       | España    | 1973      |
| Marsella                     | Francia   | 1974      |
| Sporting de Lisboa           | Portugal  | 1974-1975 |
| Monterrey                    | México    | 1975-1976 |
| Palestino                    | Chile     | 1977      |
| Monterrey                    | México    | 1977-1978 |
| Universidad de Chile         | Chile     | 1978-1982 |
| Everton                      | Chile     | 1983-1984 |
| Universidad de Chile         | Chile     | 1986-1987 |
| Monterrey                    | México    | 1989      |

## Palmarés

### Como jugador

#### Torneos nacionales
| Título                          | Equipo               | País  | Año  |
| ------------------------------- | -------------------- | ----- | ---- |
| Torneo de Consuelo del Apertura | Universidad Católica | Chile | 1949 |
| Primera División                | Universidad Católica | Chile | 1949 |

### Como entrenador

#### Torneos nacionales oficiales
| Título           | Club                 | País     | Año     |
| ---------------- | -------------------- | -------- | ------- |
| Primera División | Benfica              | Portugal | 1962-63 |
| Primera División | Benfica              | Portugal | 1966-67 |
| Copa Chile       | Palestino            | Chile    | 1977    |
| Copa Chile       | Universidad de Chile | Chile    | 1979    |
| Copa Chile       | Everton              | Chile    | 1984    |

#### Torneos internacionales oficiales
| Título                       | Equipo             | Sede  | Año  |
| ---------------------------- | ------------------ | ----- | ---- |
| 3.er lugar Copa Mundial 1962 | Selección de Chile | Chile | 1962 |

## Comentarios
Los grandes equipos se hacen de atrás para adelante.
Fernando Riera.

Si uno necesita un piano y compra un Mercedes Benz, le sigue faltando el piano.
Fernando Riera.

Riera no fue un gran técnico, fue el más grande de todos (técnico chileno).
Manuel Pellegrini.

Hizo un cambio violento. Nos exigía de forma increíbles. Estricto al máximo, preocupado de todo, hasta de cómo debíamos usar las medias. Fue la semilla que luego se transformó en el verdadero fútbol profesional chileno.
José Sulantay.

Era muy disciplinado, pero fue el mejor, el más ganador. Sabía mucho de fútbol y era un adelantado para la época, hacía cosas que se ven hoy en día. Imponía mucho respeto, pero era muy amable y bueno para aconsejar al resto.
Elías Figueroa.

## Homenajes
El 2 de julio de 2016, en la esquina de las avenidas Campo de Deportes y Grecia, frente al Estadio Nacional Julio Martínez Prádanos, fue inaugurado un busto en su homenaje. La escultura en mármol travertino, fue tallada por el artista Óscar Plandiura y en su base se lee la frase «En la hora del triunfo disfruta con equilibrio sin olvidar que no siempre ganarás».